# Saša Zdjelar
Saša Zdjelar (Belgrado, Yugoslavia, 20 de marzo de 1995) es un futbolista serbio que juega como centrocampista en el Zenit de San Petersburgo de la Liga Premier de Rusia.

## Trayectoria
Es un jugador formado en el OFK Beograd y muy pronto destacaría en la posición de mediocentro defensivo tras ganar con la selección de su país el Mundial sub-20 disputado en Nueva Zelanda, lo que le hizo tener ofertas de los clubes más grandes de Europa. 
A mediados de 2015 firmó por el Olympiacos, pero su llegada al fútbol griego supuso un frenazo en su progresión, ya que durante una temporada y media no lograría alzarse con un puesto en el equipo titular.
El 13 de enero de 2017, por la falta de minutos en el conjunto griego, fue cedido al R. C. D. Mallorca hasta el final de la temporada 2016-17.

## Selección nacional
Ha sido internacional con la selección serbia absoluta en ocho ocasiones. En 2015 se proclamó campeón del Mundial sub-20 con Serbia después de derrotar a Brasil en la final.

## Palmarés

### Campeonatos nacionales
| Título              | Club                   | País   | Año  |
| ------------------- | ---------------------- | ------ | ---- |
| Superliga de Grecia | Olympiacos de El Pireo | Grecia | 2016 |
| Copa de Serbia      | Partizán de Belgrado   | Serbia | 2018 |
| Copa de Serbia      | Partizán de Belgrado   | Serbia | 2019 |
| Copa de Rusia       | P. F. C. CSKA Moscú    | Rusia  | 2023 |

### Campeonatos internacionales
| Título                        | Club (*)                   | País          | Año  |
| ----------------------------- | -------------------------- | ------------- | ---- |
| Copa Mundial de Fútbol Sub-20 | Selección sub-20 de Serbia | Nueva Zelanda | 2015 |

(*) Incluyendo la selección.